# WNJY-FM
Koordinaten: 40° 53′ 14″ N, 74° 41′ 55″ W
WNJY-FM ist eine US-Radiostation des New Jersey Public Radio aus Netcong. Sie ist nach Klasse A lizenziert und sendet auf UKW 89,3 MHz mit einer Leistung von 0,52 kW. Die Station gehört dem New York Public Radio und arbeitete im Verbund des New Jersey Public Radio.
Das Rufzeichen der Station wurde ab Mitte der 1940er Jahre bis zu seiner Rückgabe schon einmal vergeben. Der Sender ging jedoch nie auf Sendung. Seit 2008 ist das  New Jersey Public Radio auf das Rufzeichen lizenziert.